# Mohel

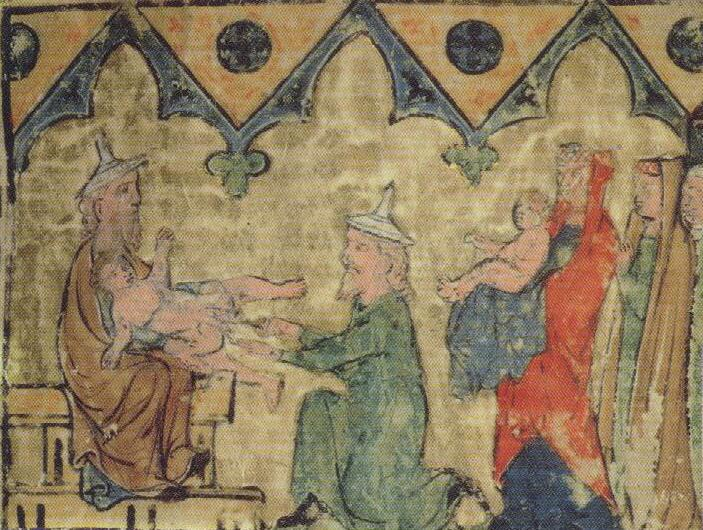
La circoncisione di Isacco, in un'illustrazione del Pentateuco

Il mohel (in ebraico: מוהל) è un ebreo, di solito un medico, che si occupa del rituale della Brit milà (Patto della circoncisione).

## Origini
La Torah prescrive la circoncisione obbligatoria per tutti gli ebrei maschi: i riferimenti più noti sono presenti nel libro della Genesi: Nel corso di tutte le generazioni, ogni maschio sarà circonciso quando è di otto giorni ... Questo è il mio patto nella vostra carne, un'alleanza eterna .... Il maschio il cui prepuzio non è stato circonciso viola la mia alleanza.

## Funzione
Il mohel si occupa di tre atti, normalmente distinti:
- milà propriamente detta, che consiste nella recisione del prepuzio, cioè della pelle che ricopre il suo punto;
- peri'à, rivoltamento della mucosa sottostante;
- metzitzà, ("succhiamento") aspirazione del sangue della ferita.[1]

Per tradizione il mohel usa un "coltello". Secondo la legge ebraica, un mohel deve trarre del sangue dalla ferita della circoncisione.

### Ruolo
Il padre del bambino ha l'obbligo biblico di eseguire la circoncisione. Tuttavia, poiché la maggior parte dei padri non hanno la formazione medica necessaria, si designa un mohel come delegato. Il mohel è specializzato nella circoncisione e i rituali relativi alla procedura. Molti mohelim sono medici o rabbini (e alcuni sono anche entrambi) o cantori. 

## Leggi in Italia
In Italia questa pratica viene esercitata da un chirurgo o da un medico.